# Crickhowell Castle
Crickhowell Castle (walisisk: Castell Crucywel) er ruinen af en borg fra middelalderen i Crickhowell, Wales. Den kendes også nogle gange under navnet Alisby's Castle; hvilket man mener stammer fra en tidligere guvernør på borgen, Gerald Alisby.
Oprindeligt blev der opført en motte and bailey-fæstning på stedet omkring 1121. I 1242 blev den genopbygget som en borg i sten. Owain Glyndwrs tropper ødelagde borgen i 1403.